# Сен-Реми-де-Прованс (кантон)
Сен-Реми́-де-Прова́нс (фр. Saint-Rémy-de-Provence) — кантон во Франции, находится в регионе Прованс — Альпы — Лазурный Берег, департамент Буш-дю-Рон. Входит в состав округа Арль.
Код INSEE кантона — 1331. Всего в кантон Сен-Реми-де-Прованс входит 5 коммун, из них главной коммуной является Сен-Реми-де-Прованс.
Население кантона на 2008 год составляло 16 679 человек.

## Коммуны кантона
| Коммуна             | Население, чел. (1999) | Почтовый индекс | Код INSEE |
| ------------------- | ---------------------- | --------------- | --------- |
| Ле-Бо-де-Прованс    | 434                    | 13520           | 13011     |
| Майан               | 1880                   | 13910           | 13052     |
| Моссан-лез-Альпий   | 1968                   | 13520           | 13058     |
| Параду              | 1162                   | 13520           | 13068     |
| Сен-Реми-де-Прованс | 9793                   | 13210           | 13100     |